# Detrended correspondence analysis
Detrended correspondence analysis (afkorting: DCA) is een methode voor ordinatie, verwant aan correspondentieanalyse en aan hoofdcomponentenanalyse. Detrended correspondence analysis wordt in de biologie en met name in de ecologie veel toegepast in het onderzoek van levensgemeenschappen. De soortensamenstelling kan daarbij in verband gebracht worden met de milieufactoren. De methode is een heuristische benadering van een ordinatie die op een eentoppig (Gaussisch) responsmodel is gebaseerd en is ontwikkeld door C.J. ter Braak.

## Geschiedenis van DCA
DCA werd voor het eerst toegepast in 1979 door Mark Hill van het "United Kingdom's Institute for Terrestrial Ecology". Het was geïmplementeerd in een FORTRAN-programma genaamd DECORANA (acroniem: DEtrended COrrespondence ANAlysis), tezamen met een correspondentieanalyse (CA) methode. DCA wordt soms foutief aangeduid als DECORANA; echter DCA is de onderliggende algoritme, terwijl DECORANA een hulpmiddel is voor de uitvoering ervan.

## Problemen van correspondentieanalyse

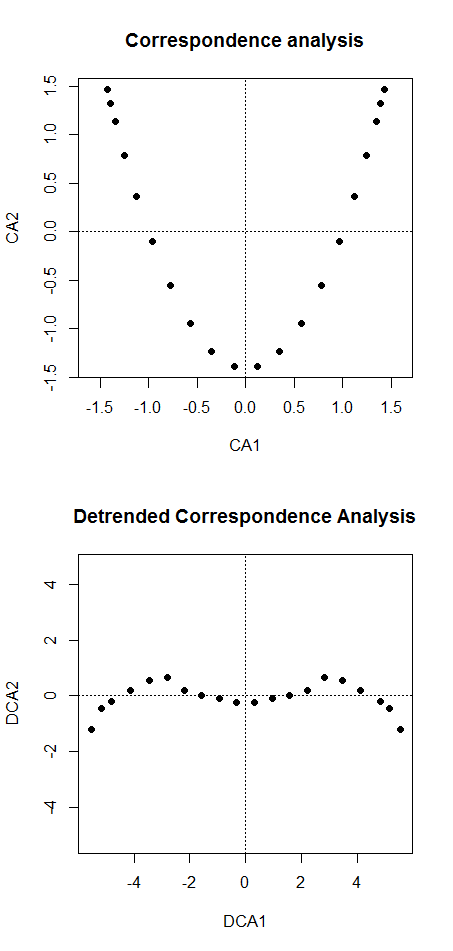
Vergelijking van correspondentieanalyse en DCA bij een geïdealiseerde gegevensverzameling.
Let op de hoefijzervervorming bij CA en de oplossing bij DCA.

Detrended correspondence analysis is afgeleid van correspondentieanalyse. Deze laatste analysemethode heeft echter twee problemen:
1. Als eerste probleem is er het "boogeffect": de tweede ordinatieas kan een kwadratische vervorming zijn van de eerste as. Het boogeffect wordt ook veroorzaakt door unimodale verdeling langs gradiënten. Omdat de uiteinden van de grafiek niet zijn ingebogen is het boogeffect niet zo ernstig als het "hoefijzereffect" bij de hoofdcomponentenanalyse.
2. Het tweede probleem bij de correspondentieanalyse is dat aan de uiteinden van de ordinateassen de objecten te dicht op elkaar liggen en daardoor samengedrukt lijken. Dit heeft te maken met het feit dat de responsvariabelen (attributen) die voorkomen in de objecten (monsterpunten) die aan het einde van de gradiënt liggen in het gegevensmateriaal niet meer een unimodale respons vertonen, maar monotoon of dalend of stijgend zijn.

|        | Monsters / Samples / Operationele eenheden | Monsters / Samples / Operationele eenheden | Monsters / Samples / Operationele eenheden | Monsters / Samples / Operationele eenheden | Monsters / Samples / Operationele eenheden | Monsters / Samples / Operationele eenheden | Monsters / Samples / Operationele eenheden | Monsters / Samples / Operationele eenheden | Monsters / Samples / Operationele eenheden | Monsters / Samples / Operationele eenheden | Monsters / Samples / Operationele eenheden | Monsters / Samples / Operationele eenheden | Monsters / Samples / Operationele eenheden | Monsters / Samples / Operationele eenheden | Monsters / Samples / Operationele eenheden | Monsters / Samples / Operationele eenheden | Monsters / Samples / Operationele eenheden | Monsters / Samples / Operationele eenheden | Monsters / Samples / Operationele eenheden | Monsters / Samples / Operationele eenheden |
|        | 1                                          | 2                                          | 3                                          | 4                                          | 5                                          | 6                                          | 7                                          | 8                                          | 9                                          | 10                                         | 11                                         | 12                                         | 13                                         | 14                                         | 15                                         | 16                                         | 17                                         | 18                                         | 19                                         | 20                                         |
| ------ | ------------------------------------------ | ------------------------------------------ | ------------------------------------------ | ------------------------------------------ | ------------------------------------------ | ------------------------------------------ | ------------------------------------------ | ------------------------------------------ | ------------------------------------------ | ------------------------------------------ | ------------------------------------------ | ------------------------------------------ | ------------------------------------------ | ------------------------------------------ | ------------------------------------------ | ------------------------------------------ | ------------------------------------------ | ------------------------------------------ | ------------------------------------------ | ------------------------------------------ |
| Srt 1  | 1                                          | 1                                          | 1                                          | 0                                          | 0                                          | 0                                          | 0                                          | 0                                          | 0                                          | 0                                          | 0                                          | 0                                          | 0                                          | 0                                          | 0                                          | 0                                          | 0                                          | 0                                          | 0                                          | 0                                          |
| Srt 2  | 1                                          | 1                                          | 1                                          | 1                                          | 0                                          | 0                                          | 0                                          | 0                                          | 0                                          | 0                                          | 0                                          | 0                                          | 0                                          | 0                                          | 0                                          | 0                                          | 0                                          | 0                                          | 0                                          | 0                                          |
| Srt 3  | 1                                          | 1                                          | 1                                          | 1                                          | 1                                          | 0                                          | 0                                          | 0                                          | 0                                          | 0                                          | 0                                          | 0                                          | 0                                          | 0                                          | 0                                          | 0                                          | 0                                          | 0                                          | 0                                          | 0                                          |
| Srt 4  | 0                                          | 1                                          | 1                                          | 1                                          | 1                                          | 1                                          | 0                                          | 0                                          | 0                                          | 0                                          | 0                                          | 0                                          | 0                                          | 0                                          | 0                                          | 0                                          | 0                                          | 0                                          | 0                                          | 0                                          |
| Srt 5  | 0                                          | 0                                          | 1                                          | 1                                          | 1                                          | 1                                          | 1                                          | 0                                          | 0                                          | 0                                          | 0                                          | 0                                          | 0                                          | 0                                          | 0                                          | 0                                          | 0                                          | 0                                          | 0                                          | 0                                          |
| Srt 6  | 0                                          | 0                                          | 0                                          | 1                                          | 1                                          | 1                                          | 1                                          | 1                                          | 0                                          | 0                                          | 0                                          | 0                                          | 0                                          | 0                                          | 0                                          | 0                                          | 0                                          | 0                                          | 0                                          | 0                                          |
| Srt 7  | 0                                          | 0                                          | 0                                          | 0                                          | 1                                          | 1                                          | 1                                          | 1                                          | 1                                          | 0                                          | 0                                          | 0                                          | 0                                          | 0                                          | 0                                          | 0                                          | 0                                          | 0                                          | 0                                          | 0                                          |
| Srt 8  | 0                                          | 0                                          | 0                                          | 0                                          | 0                                          | 1                                          | 1                                          | 1                                          | 1                                          | 1                                          | 0                                          | 0                                          | 0                                          | 0                                          | 0                                          | 0                                          | 0                                          | 0                                          | 0                                          | 0                                          |
| Srt 9  | 0                                          | 0                                          | 0                                          | 0                                          | 0                                          | 0                                          | 1                                          | 1                                          | 1                                          | 1                                          | 1                                          | 0                                          | 0                                          | 0                                          | 0                                          | 0                                          | 0                                          | 0                                          | 0                                          | 0                                          |
| Srt 10 | 0                                          | 0                                          | 0                                          | 0                                          | 0                                          | 0                                          | 0                                          | 1                                          | 1                                          | 1                                          | 1                                          | 1                                          | 0                                          | 0                                          | 0                                          | 0                                          | 0                                          | 0                                          | 0                                          | 0                                          |
| Srt 11 | 0                                          | 0                                          | 0                                          | 0                                          | 0                                          | 0                                          | 0                                          | 0                                          | 1                                          | 1                                          | 1                                          | 1                                          | 1                                          | 0                                          | 0                                          | 0                                          | 0                                          | 0                                          | 0                                          | 0                                          |
| Srt 12 | 0                                          | 0                                          | 0                                          | 0                                          | 0                                          | 0                                          | 0                                          | 0                                          | 0                                          | 1                                          | 1                                          | 1                                          | 1                                          | 1                                          | 0                                          | 0                                          | 0                                          | 0                                          | 0                                          | 0                                          |
| Srt 13 | 0                                          | 0                                          | 0                                          | 0                                          | 0                                          | 0                                          | 0                                          | 0                                          | 0                                          | 0                                          | 1                                          | 1                                          | 1                                          | 1                                          | 1                                          | 0                                          | 0                                          | 0                                          | 0                                          | 0                                          |
| Srt 14 | 0                                          | 0                                          | 0                                          | 0                                          | 0                                          | 0                                          | 0                                          | 0                                          | 0                                          | 0                                          | 0                                          | 1                                          | 1                                          | 1                                          | 1                                          | 1                                          | 0                                          | 0                                          | 0                                          | 0                                          |
| Srt 15 | 0                                          | 0                                          | 0                                          | 0                                          | 0                                          | 0                                          | 0                                          | 0                                          | 0                                          | 0                                          | 0                                          | 0                                          | 1                                          | 1                                          | 1                                          | 1                                          | 1                                          | 0                                          | 0                                          | 0                                          |
| Srt 16 | 0                                          | 0                                          | 0                                          | 0                                          | 0                                          | 0                                          | 0                                          | 0                                          | 0                                          | 0                                          | 0                                          | 0                                          | 0                                          | 1                                          | 1                                          | 1                                          | 1                                          | 1                                          | 0                                          | 0                                          |
| Srt 17 | 0                                          | 0                                          | 0                                          | 0                                          | 0                                          | 0                                          | 0                                          | 0                                          | 0                                          | 0                                          | 0                                          | 0                                          | 0                                          | 0                                          | 1                                          | 1                                          | 1                                          | 1                                          | 1                                          | 0                                          |
| Srt 18 | 0                                          | 0                                          | 0                                          | 0                                          | 0                                          | 0                                          | 0                                          | 0                                          | 0                                          | 0                                          | 0                                          | 0                                          | 0                                          | 0                                          | 0                                          | 1                                          | 1                                          | 1                                          | 1                                          | 1                                          |
| Srt 19 | 0                                          | 0                                          | 0                                          | 0                                          | 0                                          | 0                                          | 0                                          | 0                                          | 0                                          | 0                                          | 0                                          | 0                                          | 0                                          | 0                                          | 0                                          | 0                                          | 1                                          | 1                                          | 1                                          | 1                                          |
| Srt 20 | 0                                          | 0                                          | 0                                          | 0                                          | 0                                          | 0                                          | 0                                          | 0                                          | 0                                          | 0                                          | 0                                          | 0                                          | 0                                          | 0                                          | 0                                          | 0                                          | 0                                          | 1                                          | 1                                          | 1                                          |

## Oplossingen bij detrended correspondence analysis
Bij detrended correspondence analysis worden deze twee tekortkomingen van correspondentieanalyse op kunstmatige verholpen.
- Als de tweede ordinatieas een kwadratische vervorming is van de eerste ordinatieas kan door middel van 'detrending' het kwadratische verband verwijderd worden.
- Daarnaast treedt het verschijnsel op dat de uiteinden van de ordinatieassen gecomprimeerd zijn. Door middel van 'nonlinear rescaling' worden de uiteinden van de ordinatieassen opgerekt.

In de ecologie wordt 'detrended correspondence analysis' veelvuldig toegepast, omdat de lengte van de ordinatieas een schatting is voor de beta-diversiteit. De lengte van de as wordt vaak uitgedrukt in SD (naar de term "Standard Deviation").
Het blijkt dat detrended correspondence analysis een robuste ordinatietechniek is, waarbij grote hoeveelheden data verwerkt kunnen worden en die weinig gevoelig is voor ruis en uitbijters.
De lengte van een gemeenschapsgradiënt kan door middel van detrended correspondence analysis bepaald worden, en wordt dan uitgedrukt in standaardafwijking (SD). Als de lengte van de gemeenschapsgradiënt 4 SD is of meer is is de kans op gemeenschappelijke soorten tussen het begin en het einde van de gradiënt zeer klein. Als bij exploratief onderzoek blijkt dat de ordinatie-assen slechts kort zijn (SD kleiner dan ongeveer 2), kan gekozen worden voor hoofdcomponentenanalyse, omdat het dan blijkbaar niet nodig is van een unimodaal (Gaussisch) model uit te gaan en kan een lineair model gebruikt worden.

## Detrended canonical correspondence analysis
Van detrended correspondence analysis bestaat ook een gebonden (canonische) vorm: detrended canonical correspondence analysis (DCCA), waarbij de ordinatie-assen door multipele lineaire regressie worden samengesteld uit gemeten milieuvariabelen.